# Teatr Gong 2
Teatr Gong 2 – grupa teatralna stworzona w Lublinie przy Uniwersytecie Marii Curie-Skłodowskiej w 1961 roku przez Andrzeja Rozhina. Początkowo funkcjonował jako teatr amatorski, później w 1964 roku trafił pod opiekę uczelni i Zrzeszenia Studentów Polskich; rok później otrzymał nowoczesną salę widowiskową w Akademickim Centrum Kultury "Chatka Żaka". Teatr stanowił alternatywę dla istniejących wówczas w Polsce teatrów instytucjonalnych, występował na wielu międzynarodowych festiwalach, w rzeczywistości funkcjonował do 1974 roku, kiedy jego założyciel, Andrzej Rozhin, wyjechał z Lublina, by objąć stanowisko dyrektora teatru w Gorzowie Wielkopolskim.

## Premiery Teatru Gong 2
Ildefons i inni –  według J. Tuwima, B. Leśmiana, K.I. Gałczyńskiego

Układ: Andrzej Rozhin; realizacja zespołowa 

Wykonawcy: B. Michałowska, E. Benesz, H. Halama, P. Suchora, M. Leszczyński, A. Jóźwicki, T. Piwoński, A. Rozhin. 

Premiera: styczeń 1962
Leśne Wspomnienia – program poetycki zrealizowany w XX rocznicę PPR

Układ i reżyseria: Andrzej Rozhin

Premiera: styczeń 1962
Nostalgia

Scenariusz i reżyseria: Andrzej Rozhin

Muzyka: Jerzy Zienkiewicz i Janusz Pilarski

Premiera: maj 1962
Dwunastu – według Aleksandra Błoka, Władimira Majakowskiego i Johna Reeda

Układ tekstu i reżyseria: Andrzej Rozhin

Premiera: listopad 1962
Próba pokazania pewnej kolacji głów w Paryżu we Francji – Jaquesa Preverta

Inscenizacja i reżyseria: Andrzej Rozhin

Scenografia: Waldemar Niścior

Prapremiera: luty 1963
Broniewski – wieczór poezji w reżyserii Andrzeja Rozhina

Premiera: maj 1963
Poezja i jazz 

Scenariusz i reżyseria: Andrzej Rozhin

Premiera: listopad 1963
Więcej gazu – rewia piosenek przedwojennych

Reżyseria: Andrzej Rozhin

Scenografia: Waldemar Niścior

Premiera: październik 1964
Wstęgi czerwone – według Włodzimierza Majakowskiego, Bułata Okudżawy, Aleksego Wozniesieńskiego

Układ i reżyseria: Andrzej Rozhin

Premiera: 7 listopada 1964
Twój powszedni morderca – według Marianny Alcoforado, Louisa Aragona i Wiktora Woroszylskiego

Scenariusz i reżyseria: Andrzej Rozhin

Scenografia: Waldemar Niścior

Wykonawcy: Anna Węgłowska, Andrzej Jóźwicki i Andrzej Rozhin

Światło: Marek Leszczyński

Dźwięk: Adam Kaczanowski

Premiera: grudzień 1964 

Spektakl uczestniczył w III Festiwalu Kultury Studentów Polski Ludowej w Warszawie w 1965 roku. Otrzymał nagrodę „Za najciekawszy spektakl poetycki”; Anna Węgłowska otrzymała wyróżnienie za rolę Mariany Alcoforado. Brał też udział w II Łódzkich Spotkaniach Teatralnych.
Program z mokrą głową – studencka szopka noworoczna

Reżyseria: Andrzej Rozhin

Oprawa scenograficzna: Liliana Jankowska

Muzyka: Janusz Pilarski

Współpraca: Zbigniew Czeski

Premiera: 2 stycznia 1965
Gaudeamus Igitur – na 20-lecie UMCS

Scenariusz: Jerzy Księski

Reżyseria: Andrzej Rozhin

Scenografia: Leon Antoni Barański

Muzyka Janusz Pilarski

Premiera: 23 października 1965

Spektakl zainaugurował działalność nowej sceny studenckiego teatru w Chatce Żaka.
Historia się powtarza – szopka na Millenium

Autorzy: M. Knorr, A.L. Jóźwicki, J. Księski, K. Łojan, J. Skawiński, Wł. Ziemian

Reżyseria: Andrzej Rozhin

Scenografia: Leon Antoni Barański

Muzyka: Janusz Pilarski

Premiera: 22 stycznia 1966
Pieśni i songi Pana Brechta 

Scenariusz, reżyseria, inscenizacja: Andrzej Rozhin

Scenografia: Leon Antoni Barański

Muzyka: Kurt Weill, Janusz Pilarski

Premiera: 8 maja 1966 

W rolach głównych: Barbara Michałowska, Anna Węgłowska

Spektakl otrzymał I nagrodę Studenckiej Wiosny Teatralnej (maj 1966) w Lublinie oraz nagrody: za reżyserię (Andrzej Rozhin), za scenografię (Leon Barański) i za muzykę (Janusz Pilarski).
Brał udział w I Międzynarodowym Festiwalu Festiwali Teatrów Studenckich we Wrocławiu (maj 1967).
W listopadzie odbył tournée artystyczne po Związku Radzieckim (Charków, Kazań, Moskwa).
Elżbieta Bam  – Daniela Charmsa (Daniła Juwaczowa), przekład: Ziemowit Fedecki i Wiktor Woroszylski 

Inscenizacja i reżyseria: Andrzej Rozhin

Scenografia: Elżbieta i Leon Antoni Barańscy

Muzyka: Jacek Popiołek

Układ pojedynku: Andrzej Gotner

W roli głównej Barbara Michałowska oraz Andrzej Jóźwicki, Marek Leszczyński, Anatol Nikonorow, Paweł Byra, Elżbieta Orzechowska, Andrzej Mickis, Danuta Kowalska, Kazimierz Bryk, Jaga Berezowska, Anna Wróblicka, Anna Niezabitowska, Janina Michalik, Leszek Nieoczym.

Prapremiera: kwiecień 1967

Spektakl otrzymał Grand Prix II Studenckiej Wiosny Teatralnej w Lublinie (kwiecień 1967) „za znalezienie adekwatnej formy teatralnej dla odkrytego niedawno tekstu” oraz nagrody indywidualne: za reżyserię (Andrzej Rozhin), za scenografię (E. i L. Barańscy), za muzykę (Jacek Popiołek) i za aktorstwo (Barbara Michałowska). Łącznie z Za! uhonorowany „Bogiem Deszczu” na IV Łódzkich Spotkaniach Teatralnych (grudzień 1967) i nagrodami indywidualnymi: za reżyserię, scenografię i aktorstwo. Spektakl brał też udział w Międzynarodowym Festiwalu Teatrów Uniwersyteckich w Parmie (1968).
Maria – według Marii Skłodowskiej, Ewy Curie, E. Cotton. 

Spektakl zrealizowany w 100 rocznicę urodzin Marii Skłodowskiej-Curie. 

Scenariusz i reżyseria: Andrzej Rozhin

Scenografia: Grzegorz Sądecki

Premiera: 1 października 1967

W roli Marii – Barbara Michałowska-Rozhin, w roli Piotra – Andrzej Jóźwicki.
ZA! – kronika 1917 roku

Scenariusz, reżyseria, inscenizacja: Andrzej Rozhin

Scenografia: Elżbieta i Leon Antoni Barańscy

Muzyka: Janusz Pilarski

Premiera: 7 listopada 1967

W spektaklu brało udział 34 wykonawców.

Spektakl otrzymał (łącznie z Elżbietą Bam) „Boga Deszczu” IV Łódzkich Spotkań Teatralnych (grudzień 1967), nagrodę RN ZSP „Za najlepszy spektakl o tematyce rewolucyjnej” oraz nagrody indywidualne: Leon Barański, Andrzej Rozhin i Anatol Nikonorow. Został także nagrodzony II nagrodą na Festiwalu Kultury Studentów w Krakowie (maj 1968).
Dialogus Pro Festo Nativitatis Jesu Christi Anno Domini 1647

Scenariusz, inscenizacja, reżyseria: Andrzej Rozhin

Scenografia: Elżbieta i Leon Antoni Barańscy

Opracowanie muzyczne: Janusz Pilarski

Premiera: 15 lutego 1968

W rolach głównych: Barbara Michałowska-Rozhin, Anna Węgłowska, Andrzej Jóźwicki, Anatol Nikonorow, Leszek Nieoczym, Kazimierz Bryk, Marek Leszczyński, Elżbieta Orzechowska, Andrzej Rozhin

Nagroda Dziennikarzy Akredytowanych przy Festiwalu Kultury Studenckiej w Krakowie (maj 1968).
I nagroda III Studenckiej Wiosny Teatralnej w Lublinie (październik 1968) oraz nagrody indywidualne: za reżyserię (Andrzej Rozhin), za scenografię (Elżbieta i Leon Barańscy), wyróżnienia aktorskie: Barbara Michałowska-Rozhin, Kazimierz Bryk i Andrzej Jóźwicki.
Grand Prix „Bóg Deszczu” V Łódzkich Spotkań Teatralnych (grudzień 1968) oraz nagrody indywidualne: za reżyserię (Andrzej Rozhin), za rolę Heroda (Anatol Nikonorow) – nagroda MRN w Łodzi.
Spektakl był prezentowany z dużym powodzeniem w Debreczynie (Węgry).
Testament – Franciszka Villona

Scenariusz, inscenizacja, reżyseria: Andrzej Rozhin

Scenografia: Leszek Mądzik

Muzyka: Jacek Popiołek

Premiera: 14 lipca 1968

W roli głównej Andrzej Rozhin oraz Barbara Michałowska-Rozhin, Elżbieta Orzechowska, Andrzej Jóźwicki, Leszek Nieoczym, Paweł Byra, Jacek Popiołek.

Grand Prix „Trójząb Neptuna” – FAMA 1968 (lipiec) oraz nagrody indywidualne: Andrzej Rozhin za reżyserię i rolę F. Villona i Jacek Popiołek za muzykę. I nagroda III Studenckiej Wiosny Teatralnej w Lublinie (październik 1968), nagrody indywidualne dla Andrzeja Rozhina i Jacka Popiołka. I nagroda Jesiennych Spotkań Teatralnych „Przetarg 68” w Gdańsku, nagrody indywidualne dla Andrzeja Rozhina i Jacka Popiołka. „Bóg Deszczu” V Łódzkich Spotkań Teatralnych (grudzień 1968) oraz nagrody indywidualne dla Andrzeja Rozhina i Jacka Popiołka. Nagroda Jury Studenckiego V Łódzkich Spotkań Teatralnych dla najlepszego spektaklu Spotkań.
Trismus – według Stanisława Grochowiaka

Adaptacja: Janusz Misiewicz i Andrzej Rozhin

Inscenizacja i reżyseria: Andrzej Rozhin

Scenografia: Elżbieta i Leon Antoni Barańscy 

Ilustracja muzyczna: Stanisław Pawluk

Premiera: luty 1969

W rolach głównych: Krystyna Szmagaris i Piotr Niemczyk oraz Andrzej Mickis, Janina Michalik, Elżbieta Orzechowska, Paweł Byra, Krzysztof Wiktor, Andrzej Kamiński, Kazimierz Bryk.

I nagroda IV Studenckiej Wiosny Teatralnej w Lublinie (marzec 1969), nagrody indywidualne za reżyserię (Rozhin) i scenografię (Barańscy) oraz aktorskie dla wykonawców głównych ról (Szmagaris i Niemczyk).Grand Prix „Melpomena 69” IV Festiwalu Kultury Studentów Polski Ludowej (Kraków 1969), nagroda ZG ZBoWiD, nagrody indywidualne: za reżyserię, scenografię oraz aktorskie dla wykonawców głównych ról. Udział w Światowym Festiwalu Teatrów Studenckich w Nancy (1969).
Wietnam ukrzyżowany 

Scenariusz, inscenizacja, reżyseria: Andrzej Rozhin

Scenografia: Elżbieta i Leon Antoni Barańscy

Muzyka: według „Pasji...” Krzysztofa Pendereckiego

Premiera: marzec 1969

Grand Prix „Melpomena 69” IV Festiwalu Kultury Studentów Polski Ludowej (Kraków 1969), nagrody indywidualne za reżyserię i scenografię. Udział w Światowym Festiwalu Teatrów Studenckich w Nancy (1969).
Wietnam ukrzyżowany (II wersja)

Realizacja jak wersji I.

Premiera: 9 września 1969

Spektakl uczestniczył w IX Międzynarodowym Festiwalu Teatrów Studenckich w Zagrzebiu (wrzesień 1969), w II Międzynarodowym Festiwalu Festiwali Teatrów Studenckich we Wrocławiu (październik 1969), w VI Łódzkich Spotkaniach Teatralnych (grudzień 1969), w Jesiennych Spotkaniach Teatralnych „Przetarg 69” w Gdańsku (I nagroda) oraz  w Debreczynie (Węgry). W maju 1970 prezentowany poza konkursem na V Studenckiej Wiośnie Teatralnej w Lublinie.
Wyznania mordercy czyli Siegfried Müller opowiada

Scenariusz i reżyseria: Andrzej Rozhin

Scenografia: Leszek Mądzik

Muzyka: Jan Bonawentura Kruszyński

Premiera: 23 stycznia 1970 

W głównej roli: Kazimierz Bryk oraz Anna Seweryn, Grażyna Stefanek, Elżbieta Orzechowska, Anna Kwaśniewska, Anna Grelik, Elżbieta Skrętkowska, Ewa Łabuńska, Jerzy Filip, Hubert Rogoziński, Stanisław Dziesiński, Waldemar Nowakowski.

Spektakl uczestniczył w Festiwalu START 70 w Częstochowie i FAMA 70 w Świnoujściu. Był także grany poza konkursem na V Studenckiej Wiośnie Teatralnej w Lublinie (maj 1970). Był prezentowany w Debreczynie (Węgry).
Kłusownicy czyli stateczność na doświadczeniu

Scenariusz i reżyseria: Andrzej Rozhin

Opracowanie plastyczne: Kazimierz Nuckowski

Muzyka Jacek Popiołek, Włodzimierz Marczyk, Jan Bonawentura Kruszyński

Premiera: marzec 1970

Wykonawcy: Barbara Michałowska-Rozhin, Andrzej Rozhin, Andrzej Mickis, Stanisław Dziesiński, Waldemar Nowakowski, Jerzy Filip, Kazimierz Nuckowski, Wiesława Łubiarz, Włodzimierz Marczyk, Ewa Łabuńska.

Spektakl uczestniczył w Festiwalu FAMA 70 w Świnoujściu.
Laor albo posłuchajcie mandolin – według Stanisława Czycza 

Scenariusz, reżyseria, realizacja: Andrzej Rozhin

Muzyka: Jan Pilecki

Współpraca: Barbara Michałowska-Rozhin

Premiera: 25–29 listopada 1970

W rolach głównych: Kazimierz Bryk, Jan Warenycia, Jerzy Filip oraz zespół

Udział w VII Łódzkich Spotkaniach Teatralnych w grudniu 1970 oraz w VI Studenckiej Wiośnie Teatralnej w Lublinie (kwiecień/maj 1971).
Każdy 

Scenariusz i reżyseria: Andrzej Rozhin

Scenografia: Elżbieta i Leon Antoni Barańscy

Premiera: 29 kwietnia 1971

Obsada: zespół

I nagroda VI Studenckiej Wiosny Teatralnej w Lublinie (kwiecień/maj 1971). Nagroda za reżyserię i scenariusz. III Międzynarodowy  Festiwal Teatrów Awangardowych –Wrocław. VIII Łódzkie Spotkania Teatralne – nagroda za reżyserię.
Senator lecący i dwaj donatorzy – Marek Żenni

Reżyseria: Andrzej Rozhin

Scenografia: Leon Antoni Barański

Ilustracja muzyczna: Zbigniew Boratyński

Oświetlenie: Emeryk Bojakowski

Premiera: maj 1971 

Udział w VI Studenckiej Wiośnie Teatralnej w Lublinie (kwiecień/maj 1971).
Spojrzenia Tadeusza Różewicza – przygotowanie do wieczoru autorskiego

Scenariusz, reżyseria, scenografia: Andrzej Rozhin

Asystent reżysera: Barbara Michałowska-Rozhin

Muzyka: Jan Pilecki

Diapozytywy: Andrzej Polakowski

Film: Mieczyław Sachadyn

Premiera: 27 lutego 1972 (w dniu uroczystości X-lecia teatru)

Występują: Barbara Michałowska-Rozhin, Elżbieta Orzechowska, Elżbieta Skrętkowska, Jan Warenycia, Andrzej Mickis i Andrzej Rozhin

I nagroda VII Studenckiej Wiosny Teatralnej w Lublinie (kwiecień/maj 1972) oraz nagroda indywidualna dla Andrzeja Rozhina za reżyserię i scenariusz. Międzynarodowe Warsztaty Teatralne – Scheersberg – Republika Federalna Niemiec Występy gościnne w Augsburgu, Kilonii, Hamburgu, Flensburgu.
Życie jawą – Ernesta Brylla

Reżyseria i scenografia: Andrzej Rozhin

Muzyka: Jan Pilecki

Premiera: 15 kwietnia 1973 roku

Występują: Barbara Michałowska-Rozhin, Andrzej Mickis, Maciej Szpindor, Jerzy Lendor, Marek Leszczyński, Jan Warenycia i inni

Grand Prix VIII Lubelskiej Wiosny Teatralnej. Występy w Schersberg 74 – NRF, Panorama XXX Lecia – Warszawa, w Teatrze Osterwy w Gorzowie Wlkp., FAMA 74-Świnoujście,Gdańskie Spotkania Teatralne.
Droga – spektakl audiowizualny

Scenariusz, scenografia i reżyseria: Włodzimierz Wieczorkiewicz

Premiera: 29 września 1973
Beckett – według Wyludniacza, Ostatniej Taśmy Krappa i Komedii

Wyludniacz (nagranie dźwiękowe), reżyseria Andrzej Rozhin, wyst. Andrzej Mickis 

Ostatnia Taśma Krappa, reżyseria Barbara Michałowska-Rozhin, wyst. Andrzej Mickis 

Komedia, reżyseria Elżbieta Orzechowska, wyst. Henryk Kowalczyk

Premiera: między kwietniem 1975 a lipcem 1976
? (tytuł nieodnaleziony, spektakl oparty na tekstach staropolskich)

Realizacja i wykonania: Joanna Morawska

Premiera: między kwietniem 1975 a lipcem 1976
Szczury według Petera Turriniego

Realizacja: Jerzy Lendor

Wykonanie 
M. Ledwójcik, D. Paruch, J. Szaniawski, J. Lendor

Premiera: między kwietniem 1975 a lipcem 1976